# Missael (biskup)
Missael – duchowny Koptyjskiego Kościoła Ortodoksyjnego, od 1991 biskup Midlands. Posługę rozpoczął w 1962 r. jako mnich w Wadi an-Natrun. Sakrę otrzymał 25 maja 1980 roku z rąk Szenudy III i mianowany został biskupem Wielkiej Brytanii. 26 maja 1991 roku stał się biskupem diecezji Birmingham, później przemianowanej na Midlands.